# Будисава
Будисава (мађ. Tiszakálmánfalva) је село основано 1884. године. Налази се у Србији, АП Војводини, Бачкој, Јужнобачком округу, општини Нови Сад, 20 km од Новог Сада, 5 km од Каћа на путу према Тителу.
Према попису из 2022. било је 3107 становника. У насељу се налазе православна, католичка и реформатска црква.

## Демографија
У селу Будисава живи 3012 пунолетних становника, а просечна старост становништва износи 38,0 година (36,8 код мушкараца и 39,3 код жена). У насељу има 1196 домаћинстава, а просечан број чланова по домаћинству је 3,20.
Становништво у овом селу веома је нехомогено, а у последња три пописа, примећен је пораст у броју становника.
|  |

| Демографија | Демографија | Демографија |
| Година      | Становника  | Становника  |
| ----------- | ----------- | ----------- |
| 1948.       | 2.090       |             |
| 1953.       | 2.122       |             |
| 1961.       | 2.476       |             |
| 1971.       | 2.825       |             |
| 1981.       | 3.502       |             |
| 1991.       | 3.685       | 3.583       |
| 2002.       | 3.825       | 3.936       |
| 2011.       | 3.656       |             |
| 2022.       | 3.107       |             |

| Етнички састав према попису из 2002.‍ | Етнички састав према попису из 2002.‍ | Етнички састав према попису из 2002.‍ | Етнички састав према попису из 2002.‍ | Етнички састав према попису из 2002.‍ |
| ------------------------------------ | ------------------------------------ | ------------------------------------ | ------------------------------------ | ------------------------------------ |
|                                      |                                      |                                      |                                      |                                      |
| Срби                                 | Срби                                 |                                      | 2.260                                | 59,08%                               |
| Мађари                               | Мађари                               |                                      | 1.204                                | 31,47%                               |
| Југословени                          | Југословени                          |                                      | 102                                  | 2,66%                                |
| Украјинци                            | Украјинци                            |                                      | 60                                   | 1,56%                                |
| Хрвати                               | Хрвати                               |                                      | 35                                   | 0,91%                                |
| Чеси                                 | Чеси                                 |                                      | 17                                   | 0,44%                                |
| Црногорци                            | Црногорци                            |                                      | 12                                   | 0,31%                                |
| Русини                               | Русини                               |                                      | 10                                   | 0,26%                                |
| Роми                                 | Роми                                 |                                      | 9                                    | 0,23%                                |
| Немци                                | Немци                                |                                      | 9                                    | 0,23%                                |
| Словенци                             | Словенци                             |                                      | 7                                    | 0,18%                                |
| Муслимани                            | Муслимани                            |                                      | 6                                    | 0,15%                                |
| Македонци                            | Македонци                            |                                      | 6                                    | 0,15%                                |
| Словаци                              | Словаци                              |                                      | 3                                    | 0,07%                                |
| Руси                                 | Руси                                 |                                      | 2                                    | 0,05%                                |
| Румуни                               | Румуни                               |                                      | 1                                    | 0,02%                                |
| непознато                            | непознато                            |                                      | 22                                   | 0,57%                                |

| Година пописа     | 1948. | 1953. | 1961. | 1971. | 1981. | 1991. | 2002. |
| ----------------- | ----- | ----- | ----- | ----- | ----- | ----- | ----- |
| Број домаћинстава | 507   | 556   | 683   | 816   | 1.097 | 1.156 | 1.196 |

| Број чланова      | 1   | 2   | 3   | 4   | 5   | 6  | 7  | 8 | 9 | 10 и више | Просек |
| ----------------- | --- | --- | --- | --- | --- | -- | -- | - | - | --------- | ------ |
| Број домаћинстава | 159 | 273 | 270 | 287 | 118 | 59 | 25 | 3 | 1 | 1         | 3,20   |

| Пол    | Укупно | Неожењен/Неудата | Ожењен/Удата | Удовац/Удовица | Разведен/Разведена | Непознато |
| ------ | ------ | ---------------- | ------------ | -------------- | ------------------ | --------- |
| Мушки  | 1.566  | 487              | 969          | 68             | 42                 | 0         |
| Женски | 1.587  | 317              | 990          | 233            | 47                 | 0         |
| УКУПНО | 3.153  | 804              | 1.959        | 301            | 89                 | 0         |

| Пол    | Укупно                    | Пољопривреда, лов и шумарство | Рибарство                            | Вађење руде и камена | Прерађивачка индустрија       |
| ------ | ------------------------- | ----------------------------- | ------------------------------------ | -------------------- | ----------------------------- |
| Мушки  | 812                       | 96                            | 0                                    | 2                    | 267                           |
| Женски | 508                       | 47                            | 0                                    | 0                    | 106                           |
| УКУПНО | 1.320                     | 143                           | 0                                    | 2                    | 373                           |
| Пол    | Производња и снабдевање   | Грађевинарство                | Трговина                             | Хотели и ресторани   | Саобраћај, складиштење и везе |
| Мушки  | 15                        | 114                           | 103                                  | 16                   | 70                            |
| Женски | 3                         | 5                             | 122                                  | 24                   | 7                             |
| УКУПНО | 18                        | 119                           | 225                                  | 40                   | 77                            |
| Пол    | Финансијско посредовање   | Некретнине                    | Државна управа и одбрана             | Образовање           | Здравствени и социјални рад   |
| Мушки  | 1                         | 23                            | 29                                   | 15                   | 18                            |
| Женски | 5                         | 40                            | 24                                   | 21                   | 82                            |
| УКУПНО | 6                         | 63                            | 53                                   | 36                   | 100                           |
| Пол    | Остале услужне активности | Приватна домаћинства          | Екстериторијалне организације и тела | Непознато            | Непознато                     |
| Мушки  | 30                        | 0                             | 0                                    | 13                   | 13                            |
| Женски | 19                        | 0                             | 0                                    | 3                    | 3                             |
| УКУПНО | 49                        | 0                             | 0                                    | 16                   | 16                            |

## Саобраћај
Кроз место пролази регионални пут Р-110 (Нови Сад – Каћ – Тител) и железничка пруга (Нови Сад — Орловат — Зрењанин).
Будисава је са Нови Садом повезана линијама јавног превоза бр. 23 и 24.

## Галерија
- Црква Сабора српских светитеља
- Католичка црква Госпе од Мађара